# (5814) 1988 XW1
(5814) 1988 XW1 (1988 XW1, 1977 SN3, 1982 SM) — астероїд головного поясу, відкритий Уеда Сейдзі та Канеда Хіросі 11 грудня 1988 року.
Тіссеранів параметр щодо Юпітера — 3,211.